# NGC 539
NGC 539 (NGC 563) é uma galáxia espiral barrada (SBc) localizada na direcção da constelação de Cetus. Possui uma declinação de -18° 09' 52" e uma ascensão recta de 1 horas, 25 minutos e 21,7 segundos.
A galáxia NGC 539 foi descoberta em 1886 por Frank Leavenworth.